# Zhāng Jì (Trois royaumes)
Dans ce nom chinois, le nom de famille, Zhang, précède le nom personnel.
Pour les articles homonymes, voir Zhang Ji et Zhang.
Zhāng Jì (chinois traditionnel : 張既 ; chinois simplifié : 张既, pinyin : zhāng jì ; ?-196) est un officier de Dong Zhuo, précepteur impérial et premier ministre des Han, qu'il sert depuis ses débuts; il est l'époux de Zhou Ji, ainsi que l'oncle de Zhang Xiu, un seigneur de guerre.
Manquant de ravitaillement[Quand ?], il demande des vivres à Liú Biǎo, qui les lui refuse, le traitant d'incapable et d'imbécile. Outré d'être pareillement traité, Zhāng Jì décide de l'attaquer. Mais durant le combat, il reçoit une flèche perdue et meurt.